# Zažít Woodstock
Zažít Woodstok, alternativně též uváděn pod názvem Motel Woodstock, anglicky Taking Woodstock, je americký hraný film z roku 2009 režiséra Ang Lee s Demetri Martinem v hlavní roli.
Jedná se o jemnou hudební psychologicko-dramatickou komedii. Jde o snímek natočený podle námětu pocházejícího z knihy Taking Woodstock: A True Story of a Riot, a Concert and a Life, jejímž autorem je Tom Monte, a která byla napsána podle skutečných událostí, které se odehrály na mamutím hudebním festivalu Woodstock v USA na konci 60. let 20. století. Snímek obsahuje originální umělecký pohled na celou tuto událost natočenou nejen s potřebným časovým odstupem, ale i pohledem renomovaného neamerického režiséra, který se snažil postihnout nejen zajímavou společenskou atmosféru oné doby, ale i komerční a organizační zázemí celé rozsáhlé akce. Hudbu k filmu složil velmi známý a uznávaný hudební skladatel Danny Elfman.

## Tvůrčí tým
- režie: Ang Lee
- námět: Elliot Tiber, Tom Monte - kniha Taking Woodstock: A True Story of a Riot, a Concert and a Life (česky Zažít Woodstock: Pravdivý příběh jednoho shromáždění, koncertu a života, vydáno v roce 2007)
- scénář: James Schamus
- kamera: Eric Gautier
- hudba: Danny Elfman
- kostýmy: Joseph G. Aulisi
- střih: Tim Squyres
- zvuk: Eugene Gearty, Philip Stockton, Drew Kunin

## Hrají
- Demetri Martin - Elliot Teichberg/Tiber - hlavní místní pořadatel a spoluorganizátor festivalu, spolumajitel místního motelu[1]
- Imelda Staunton - Sonia Teichberg
- Henry Goodman - Jake Teichberg
- Liev Schreiber - Vetty von Vilma, transvestita a šéf bezpečnostní ostrahy festivalu
- Jonathan Groff - organizátor Michael Lang
- Eugene Levy - Max Yasgur - farmář, majitel velké mléčné farmy, který pronajal své pozemky pro pořádání festivalu
- Emile Hirsch - Billy, bývalý voják, účastník Vietnamské války
- Paul Dano and Kelli Garner - pár hippies v automobilu Volkswagen, návštěvníci festivalu
- Jeffrey Dean Morgan - Dan, Billyho bratr a odpůrce festivalu
- Mamie Gummer - Tisha, Langova asistentka
- Dan Fogler - Devon, vedoucí avantgardní divadelní skupiny
- Skylar Astin - John P. Roberts - bankéř a producent festivalu
- Adam LeFevre - Dave
- Richard Thomas - Reverend Don
- Kevin Chamberlin - Jackson Spiers
- Darren Pettie - Paul, hlavní technický pracovník a konstruktér zajišťující technický provoz festivalu
- Damian Kulash - kytarista (hippie)

## Děj
Děj začíná v zapadlé a málo navštěvované oblasti státu New York, kde rodina Teichbergova vlastní malý motel a autokemp, který je ale málo navštěvovaný, zadlužený a zanedbaný. Elliot Teichberg je malíř a výtvarník, zároveň i syn majitelů tohoto motelu, kromě toho i nejmladší předseda místní hospodářské a obchodní komory. Neustále se snaží vymýšlet nové podnikatelské aktivity, které by jeho motelu i městečku nějak prospěly. V letním období zde, mimo jiné, pořádá doposud neúspěšné kulturní a hudební festivaly, ve stodole jejich motelu bydlí a tvoří avantgardní divadelní soubor. Život zde doposud plyne líně a ospale. Motelu hrozí soudní exekuce za nesplacenou hypotéku, Elliot do jeho provozu investuje všechny své peníze pocházející z honorářů za jeho obrazy. Během schůze místní obchodní komory si nechá schválit povolení k pořádání letního kulturního festivalu (za malého zájmu kohokoliv). Nicméně během několika dnů dojde k tomu, že nedaleké sousední město odmítne poskytnout místo a povolení pro velký hudební festival, Elliot této situace okamžitě využije a nabídne pořadatelům festivalu své úřední povolení, zorganizuje i obchodní schůzku s místním farmářem, který vlastní potřebné pozemky. Události se dostávají do rychlého pohybu. Pořadatelé mají prodáno 100000 vstupenek, ale na festival se chystá nejméně dalších 1 milión lidí. Život v malém městečku se náhle promění a vše je "vzhůru nohama".